# مائدا تسونانوری
مائدا تسونانوری (به ژاپنی: 前田 綱紀 Maeda Tsunanori); ۲۶ دسامبر ۱۶۴۳ – ۲۹ ژوئن ۱۷۲۴) سامورایی، دایمیو در قلمرو کاگا در منطقه هوکوریکو در دوره ادو اهل ژاپن بود. او پنجمین رهبر خاندان مائدا بود.